# Quintilien
Pour les articles homonymes, voir Quintilien (homonymie).
Quintilien (en latin Marcus Fabius Quintilianus) est un rhéteur et pédagogue latin du Ier siècle apr. J.-C. Il est l'auteur d'un important manuel de rhétorique, l'Institution oratoire, dont l'influence sur l'art oratoire se prolongea pendant des siècles.

## Biographie
Quintilien est né vers 35 apr. J.-C., à Calagurris Nassica (aujourd'hui Calahorra), près de Logroño, dans la province romaine de Tarraconaise. Le jeune Quintilien fait ses premières études à Rome où son père exerce la profession de rhéteur ou d'avocat. Il y acquiert une culture générale complète en suivant les leçons de Remmius Palæmon pour la littérature et de Domitius Afer et Servilius Nonianus pour l'éloquence. Avocat à Rome pendant quelques années, il regagne la péninsule ibérique en 61 avec Galba, que Néron vient de nommer gouverneur de la province de Tarraconaise. Pendant sept ans, il y est professeur d'éloquence et avocat. Il rentre à Rome en 68, après l'assassinat de Néron, lorsque Galba est nommé empereur : il y exercera la double profession de rhéteur et d'avocat pendant vingt ans. 
Lorsque Vespasien accède au pouvoir en l'an 69, il décide de promouvoir un enseignement public. Son choix se porte naturellement sur Quintilien, qui devient donc le premier professeur officiellement rémunéré par l'administration romaine. Son école de rhétorique va devenir l'une des plus courues de la capitale, rassemblant les fils de bonnes familles. Il touche environ 100 000 sesterces par an. Homme de confiance et ami de Pline l'Ancien, il compte, parmi ses élèves, Pline le Jeune, les neveux de Domitien, les petits-fils de l'impératrice Domitilla, peut-être même Tacite.
Après vingt années d'enseignement, il se retire de la vie publique en 89 après avoir obtenu plusieurs distinctions : les ornements consulaires et le laticlave (bande pourpre qui ornait la tunique des sénateurs romains). La fin de sa vie est marquée par une série de drames familiaux : en 89, il perd sa femme âgée de 19 ans ; en 90, il perd son premier fils âgé de cinq ans ; en 95, il perd son second fils âgé de dix ans.
Peu avant de mourir, Quintilien fait paraître sa plus grande œuvre, écrite entre 93 et 95 : De institutione oratoria. Il meurt probablement peu après l'assassinat de l'empereur Domitien en 96.
Frédéric II disait à son sujet : « Pour la rhétorique, qu'on s'en tienne à Quintilien. Quiconque, en l'étudiant, ne parvient pas à l'éloquence, n'y parviendra jamais.»

## L’Institution oratoire

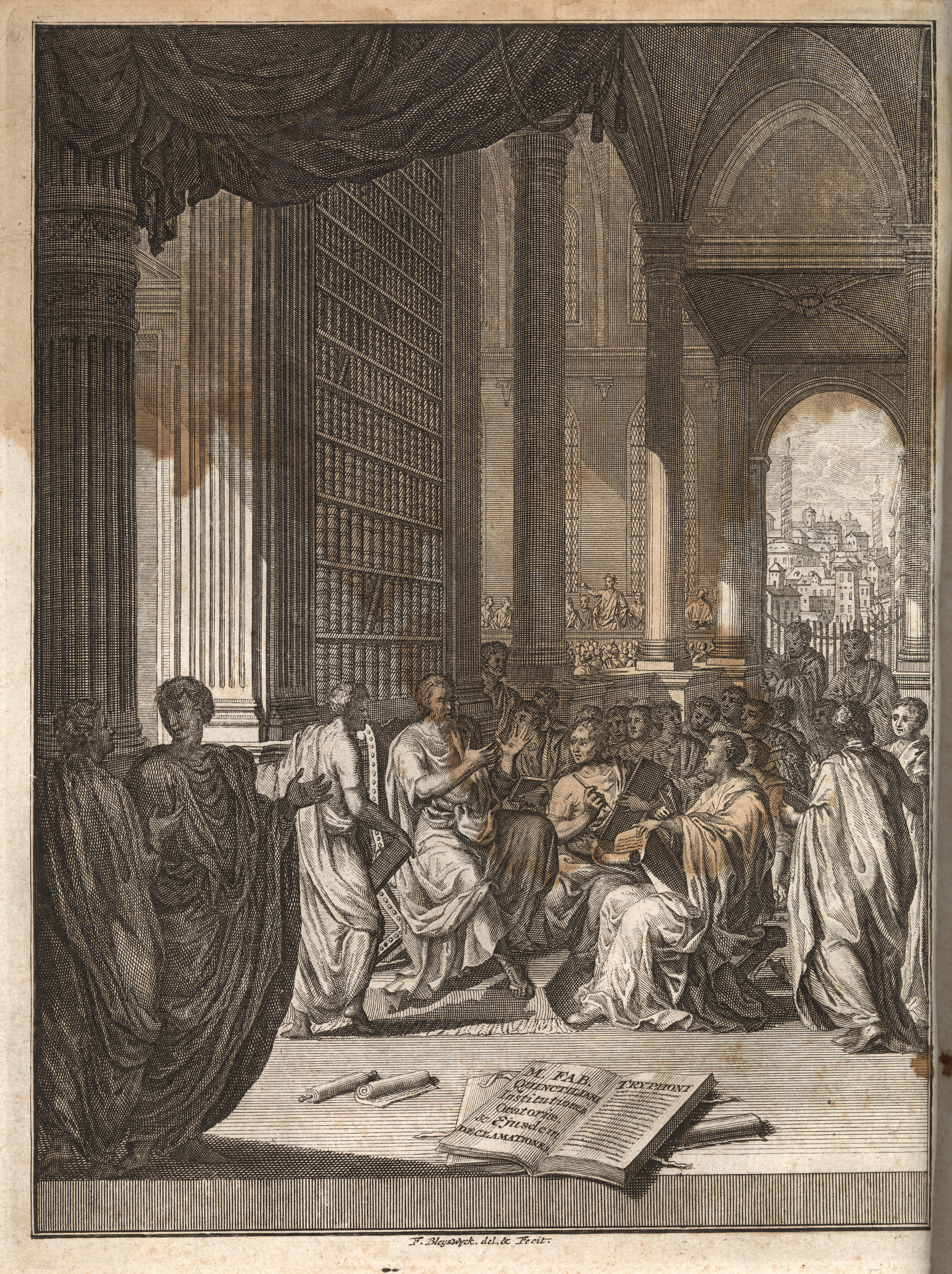
Quintilien enseignant. Frontispice d'une édition de Institutio oratoria, Laiden, 1720

Un opuscule de Quintilien, intitulé Sur les causes de la corruption de l'éloquence (De causis corruptæ eloquentiæ), est perdu. On a voulu l'identifier, à tort, avec le Dialogus de oratoribus de Tacite.
Son œuvre la plus importante reste De institutione oratoria, titre que l'on traduit souvent par Institution oratoire, ou De l'institution oratoire, au sens humaniste du terme, c'est-à-dire Au sujet de la formation de l'orateur. L'œuvre compte douze livres qui nous sont intégralement parvenus.
Si, dans les deux premiers livres, Quintilien donne une idée du parcours que doit suivre un enfant — surtout l'enfant de riches citoyens qui ont les moyens de payer un grammaticus — pour être formé à l'art oratoire, c'est dans son troisième livre qu'il décrit, de façon théorique, les cinq étapes qui caractérisent cet art oratoire :
- inventio (« l'invention ») : trouver quoi dire.
- dispositio (« la disposition ») : savoir organiser ce qu'on va dire.
- elocutio (« l'élocution ») : choisir la façon de le dire.
- actio (« l'action ») : savoir allier la parole et le geste.
- memoria (« la mémoire ») : retenir ce qu'on doit dire.

Quintilien achève ce livre par la description des trois genres caractéristiques de l'éloquence, description qu'il emprunte à l'œuvre d'Aristote, Poétique et rhétorique :
- genre judiciaire
- genre démonstratif ou épidictique
- genre délibératif ou « symbouleutique »

Le quatrième livre aborde les parties du discours, c'est-à-dire l'exorde (le début ou préambule), puis plus particulièrement la narration, ensuite et plus rapidement la digression, la proposition et la division, ce qui correspond aux parties traditionnellement distinguées dans les manuels de rhétorique de l'époque.
Un vers attribué à Quintilien est resté célèbre : Quis, quid, ubi, quibus auxiliis, cur, quomodo, quando : « Qui, quoi, où, avec quels moyens, pourquoi, comment, quand ? » Ce principe, aussi appelé  « QQOQCP » renferme ce qu'on appelle en rhétorique les circonstances : la personne, le fait, le lieu, les moyens, les motifs, la manière et le temps. Quintilien a effectivement disserté sur ces loci argumentorum, mais ne les a jamais résumés sous forme de questions.

## Pseudo-Quintilien
Un recueil de déclamations a été faussement attribué à Quintilien : ce recueil correspond à des exercices d'école. On y trouve un résumé, un canevas et un développement. On dénombre 19 declamationes maiores et 145 declamationes minores.

## Éditions
- De l'Institution oratoire. Tome 1, Livre I ; éd. et tr. Jean Cousin. Paris : Les Belles Lettres, 1975. (Collection des Universités de France). cxxvi-296p.  (ISBN 2-251-01202-8).
- De l'Institution oratoire.  Tome 2, Livres II-III ; éd. et tr. Jean Cousin. Paris : les Belles Lettres, 1976. 3e tirage revu et corrigé par Guy Achard. (Collection des Universités de France). 456p.  (ISBN 2-251-01203-6).
- De l'Institution oratoire.  Tome 3, Livres IV-V ; éd. et tr. Jean Cousin. Paris : les Belles Lettres, 1976. (Collection des Universités de France). 441p.  (ISBN 2-251-01204-4).
- De l'Institution oratoire.  Tome 4, Livres VI-VII ; éd. et tr. Jean Cousin. Paris : les Belles Lettres, 1976. (Collection des Universités de France). xxxii-390p.  (ISBN 2-251-01205-2).
- De l'Institution oratoire.  Tome 5, Livres VIII -IX ; éd. et tr. Jean Cousin. Paris : les Belles Lettres, 1978. (Collection des Universités de France). 534p.  (ISBN 2-251-01206-0).
- De l'Institution oratoire.  Tome 6, Livres X-XI ; éd. et tr. Jean Cousin. Paris : les Belles Lettres, 1979. (Collection des Universités de France). 549p.  (ISBN 2-251-01310-5).
- De l'Institution oratoire.  Tome 7, Livre XII ; éd. et tr. Jean Cousin. Paris : les Belles Lettres, 1980. (Collection des Universités de France). 396p.  (ISBN 2-251-01311-3).
- De l'Institution oratoire. Italie, 1482. Disponible sur Somni.
- De l'Institution oratoire. Italie, 1473. Disponible sur Somni.